# Col de la Luère
Koordinaten: 45° 46′ N, 4° 38′ O
Der Col de la Luère  ist 715 m hoch und liegt in den Monts du Lyonnais zwischen den Tälern der Brévenne und des Yzeron (Fluss) auf der Grenze der Gemeinden  Pollionnay und Saint-Pierre-la-Palud.
Die insgesamt mit sechs Michelinsternen ausgezeichnete Köchin Eugénie Brazier betrieb hier bis 1968 ihr zweites Dreisternerestaurant.